# Per Albin Hansson
Per Albin Hansson (Malmö, 28 de octubre de 1885-Estocolmo, 6 de octubre de 1946), líder de los socialdemócratas suecos, fue primer ministro en dos Gobiernos entre 1932 y 1946, incluido el Gobierno de coalición que se formó durante la Segunda Guerra Mundial, e incluyó todos los grandes partidos, excepto a los comunistas.

## Política
Hansson defendió y se esforzó por la introducción de un sistema de estado de bienestar, al que llamó «hogar del pueblo» (Folkhemmet). Hansson murió en Estocolmo el 6 de octubre de 1946, de un ataque de corazón que sufrió mientras esperaba un tranvía en la estación de Ålstens Gård. Está enterrado en el Norra Begravningsplatsen en Estocolmo.

## Segunda Guerra Mundial
Durante el comienzo de la guerra, por temor a una invasión alemana, Per Albin le dio a Hitler el permiso para el transporte de tropas alemanas por medio de ferrocarriles suecos a Noruega, que ya había sido invadido y ocupado por los nazis, al igual que su vecina Finlandia. También comercializó acero con la Alemania nazi. La principal prioridad política era evitar la participación directa de Suecia durante la Segunda Guerra Mundial, haciendo caso omiso de las cuestiones de mayor moral y el desempeño de ambas partes con fines de lucro. Durante las últimas etapas del conflicto, el Gobierno sueco ya no se veía seriamente amenazado por la invasión de los aliados o el Tercer Reich. En aquel entonces, muchos izquierdistas consideraban a Per Albin como un traidor al ponerse del lado de los nazis.[cita requerida]